# Kamienica przy ulicy Mariackiej 37 w Katowicach
Kamienica przy ulicy Mariackiej 37 w Katowicach – kamienica mieszkalno-handlowa w Katowicach, położona przy ulicy Mariackiej 37 w dzielnicy Śródmieście. Powstała ona w 1906 roku według projektu Paula Frantziocha w stylu secesji. 

## Historia
Kamienicę wzniesiono w 1906 roku, a powstała ona według projektu budowniczego Paula Frantziocha.
W 1935 roku właścicielami kamienicy byli spadkobiercy rodziny Till, a zamieszkiwali ją osoby różnej profesji. W kamienicy działały wówczas następujące przedsiębiorstwa: skład spożywczy M. Brolla, laboratorium chemiczne „Gloria” i pośrednictwo mieszkań „Szypkopol”.
W systemie REGON pod koniec lipca 2023 roku było zarejestrowanych 130 działalności gospodarczych z siedzibą przy ulicy Mariackiej 37, w tym m.in.: wspólnota mieszkaniowa, firmy ubezpieczeniowe i consultingowe, kancelarie komornicze i notarialne, lokale gastronomiczne, Instytut Roździeńskiego, Instytut Regionalny, Fundacja Ius et Civis i inne.

## Charakterystyka

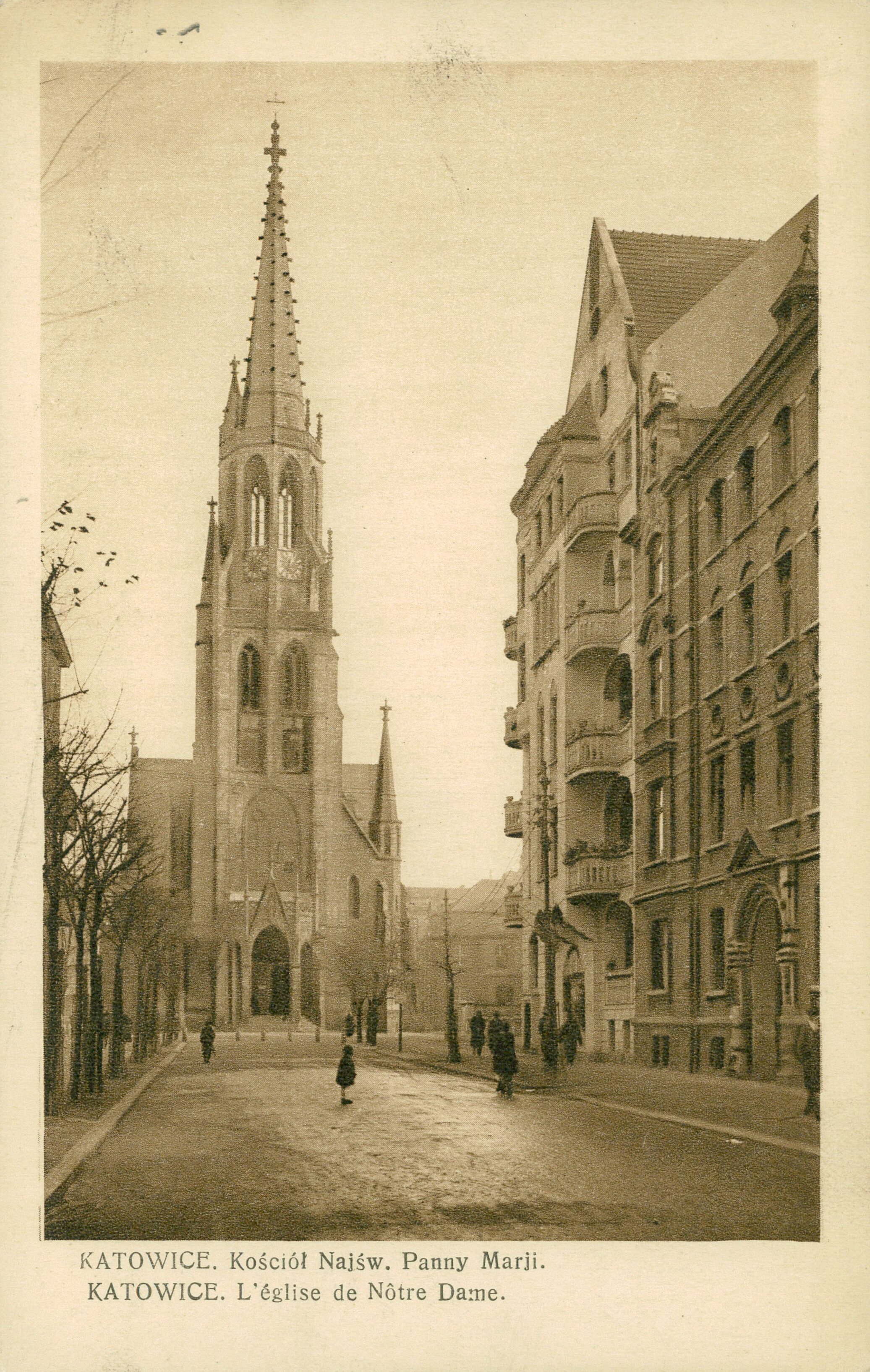
Pocztówka wydana w 1930 roku, przedstawiająca m.in. kościół Mariacki i kamienicę pod nr. 37

Kamienica mieszkalno-handlowa położona jest przy ulicy Mariackiej 37 w Katowicach, w granicach dzielnicy Śródmieście, w południowej pierzei zwartej zabudowy ulicy. Stanowi ona dominantę przestrzenną i jest wyższa o kondygnację od sąsiednich kamienic pod nr. 33 i 35.
Jest to budynek murowany z cegły, powstały na planie w kształcie czworoboku z podwórkiem pośrodku, z wieżyczką, szczytem oraz wydatnych ryzalitem, a także wykuszem powyżej parteru na wysokości piątej i szóstej osi. Kamienicę wieńczy dach dwuspadowy mansardowy krytym dachówką. Powierzchnia zabudowy budynku wynosi 463 m². Liczy 6 kondygnacji nadziemnych i 1 podziemną.
Kamienica architektonicznie reprezentuje styl secesyjny (bądź modernizm), a ornamenty na kamienicy są reprezentantem secesji geometrycznej, charakterystyczne dla rozwijającej się w czasie powstania katowickiej kamienicy secesji wiedeńskiej. Formy geometryczne kamienicy mają kształt kół czy linii prostych. Fasada kamienicy jest ośmioosiowa, kryta szlachetnym tynkiem. Balkony, znajdujące się w osiach drugiej i siódmej, mają murowane i tynkowane balustrady. Te pierwsze są zaokrąglone, a drugiej mają kształt zaokrąglonego prostokąta. 
Otwory okienne są prostokątne, a część z nich jest zamknięta łukiem odcinkowym. Na wykuszu są one częściowo dekorowane. Stolarka okienna jest cztero- i sześciokwaterowa ze ślemieniem. W nadślemiach zachowane są dodatkowe podziały pionowe.
Nad bramą wjazdową od strony ulicy Mariackiej zachował się detal architektoniczny w formie dwóch postaci podtrzymujących numer 37. Sama zaś brama przejazdowa jest zintegrowana z klatką schodową, nakryta jest sklepieniem żaglastym i jest pozbawiona dekoracji. Schody na klatce schodowej są dwubiegowe, żeliwne, o drewnianych spocznikach. Drewniana balustrada jest tralkowa, a okna na klatce są oryginalne i częściowo mają kolorowe przeszklenia.
Oficyny kamienicy, tylna i boczne, wzniesione zostały wspólnie z budynkiem frontowym.
Kamienica wpisana jest do gminnej ewidencji zabytków miasta Katowice.